# Église internationale de Bonne Nouvelle
L'Église internationale de Bonne Nouvelle, en anglais Good News International Church, est un mouvement religieux d'inspiration chrétienne évangélique au Kenya qualifié de secte.

## Préceptes
Le culte rejette des éléments tels que les soins de santé, l'éducation et les sports au motif que ce seraient des « maux de la vie occidentale ». Le pasteur Paul Nthenge Mackenzie affirme que l'éducation n'est pas reconnue dans la Bible et prône par conséquent la non-scolarisation des enfants.
Nthenge Mackenzie prétend être adepte du « message de la fin des temps » de William Marrion Branham.

## Suicide collectif et assassinats
À partir du 14 avril 2023, plus de 200 corps sont découverts dans une forêt près de Shakahola, un village dans le comté de Kilifi dans le sud du pays,,. En date du 17 juillet, 403 victimes sont comptabilisées, dont une majorité d'enfants,,,. Huit des décès sont survenus alors que les personnes étaient en train d'être secourues tandis que 39 autres ont survécu après avoir été prises en charge par les secours. Au 20 août, les fouilles continuent et le bilan est de 425 morts et 95 personnes secourues.
Les victimes se sont laissé mourir de faim ou ont été assassinées, notamment par strangulation, afin de « rencontrer Jésus » sur indication de leur pasteur Makenzie Nthenge,,. Ce dernier se rend à la police le 15 avril,,. Cet ancien chauffeur de taxi a fondé l'église en 2003 et préconisait d'affamer les enfants en premier, puis les femmes et enfin les hommes avant la fin du monde qui devait venir en juin 2023. Le 2 mai, la justice annonce qu'elle allait poursuivre pour « terrorisme » 18 personnes, dont Paul Nthenge Mackenzie ; au 13 mai, 26 personnes ont été arrêtées. Un « gang d'hommes de main » était chargés de vérifier qu'aucun adepte ne rompait le jeûne ou ne s'échappait de la forêt[réf. nécessaire].
Le 27 avril, un autre pasteur télévangéliste, Ezekiel Odero, est arrêté pour « meurtres de masse parmi ses fidèles » selon un communiqué du ministère de l'Intérieur. « Il existe des informations crédibles reliant les corps exhumés [...] à Shakahola » avec « plusieurs adeptes innocents et vulnérables [de l'église d'Odero] qui auraient trouvé la mort », affirme le parquet de Mombasa. « La police a établi que plusieurs assassinats ont bien eu lieu dans l'enceinte du Ministère de la Vie Nouvelle » dans la localité de Mavueni, non loin de Malindi.
En janvier 2024, Paul Nthenge Mackenzie et 94 co-accusés, dont sa femme, comparaissent devant le tribunal de Mombasa. Ils plaident non coupables à la lecture des 238 cas d'homicides involontaires qui leur sont reprochés. 429 adeptes ont été retrouvés morts. Les suspects doivent également répondre des accusations de « soumission d’un enfant à la torture », « cruauté sur enfant » et « violation du droit d’un enfant à l’éducation ».